# Dentro me (La Crus)
Dentro me è un album discografico del gruppo musicale rock italiano La Crus, pubblicato nel 1997.
Il brano Dentro me è una cover dei Detonazione mentre Dragon è una cover di Paolo Conte nella quale Cristiano Godano dei Marlene Kuntz è ospite ai cori.

## Tracce
1. Per mano
2. Come ogni volta
3. Dentro me
4. Correre
5. Inventario
6. La luce al neon dei baracchini
7. Da un'altra parte
8. 34 Anni
9. La finestra di casa mia
10. Qui vicino a te
11. Dragon
12. Ninna nanna
13. Come ogni volta (altra versione)